# Weronika Zielińska
Weronika Zielińska (ur. 21 marca 1986) – polska lekkoatletka, płotkarka i sprinterka.

## Kariera
Największym sukcesem zawodniczki Warszawianki jest złoty medal mistrzostw Polski seniorów (Bieg na 400 m przez płotki Poznań 2007).

## Rekordy życiowe
- Bieg na 400 m przez płotki – 59.12 (2008)
- Bieg na 300 m – 40.75 (2009)
- Bieg na 400 m – 55.66 (2008)
- Bieg na 400 m (hala) – 56.28 (2009)